# Пухалац, Слободан
Слободан Пухалац (серб. Слободан Пухалац; род. 1941, Вишеград, СФРЮ) — сербский политик, до 29 декабря 2010 года был министром экономики, энергетики и развития Республики Сербской. По национальности серб.

## Биография
Слободан Пухалац родился в 1941 году в Вишеграде. Среднюю техническую школу окончил в Белграде, а сельскохозяйственный факультет в Сараеве. С 1966 по 1992 годы занимал посты от обычного рабочего до руководителя службы по развитию и инвестиции в компании «Левита», работал в отделе реализации проектов Всемирного банка, центре исследований и развития при компании «Левита» и частном предприятии «Младен Стоянович». В 1992—2006 годах был директором банялучского предприятия «Poljoexport». Занимает пост главы компании GAS RES. С 2007 года член Союза независимых социал-демократов.
Женат, отец одного ребенка.